# Oscillum

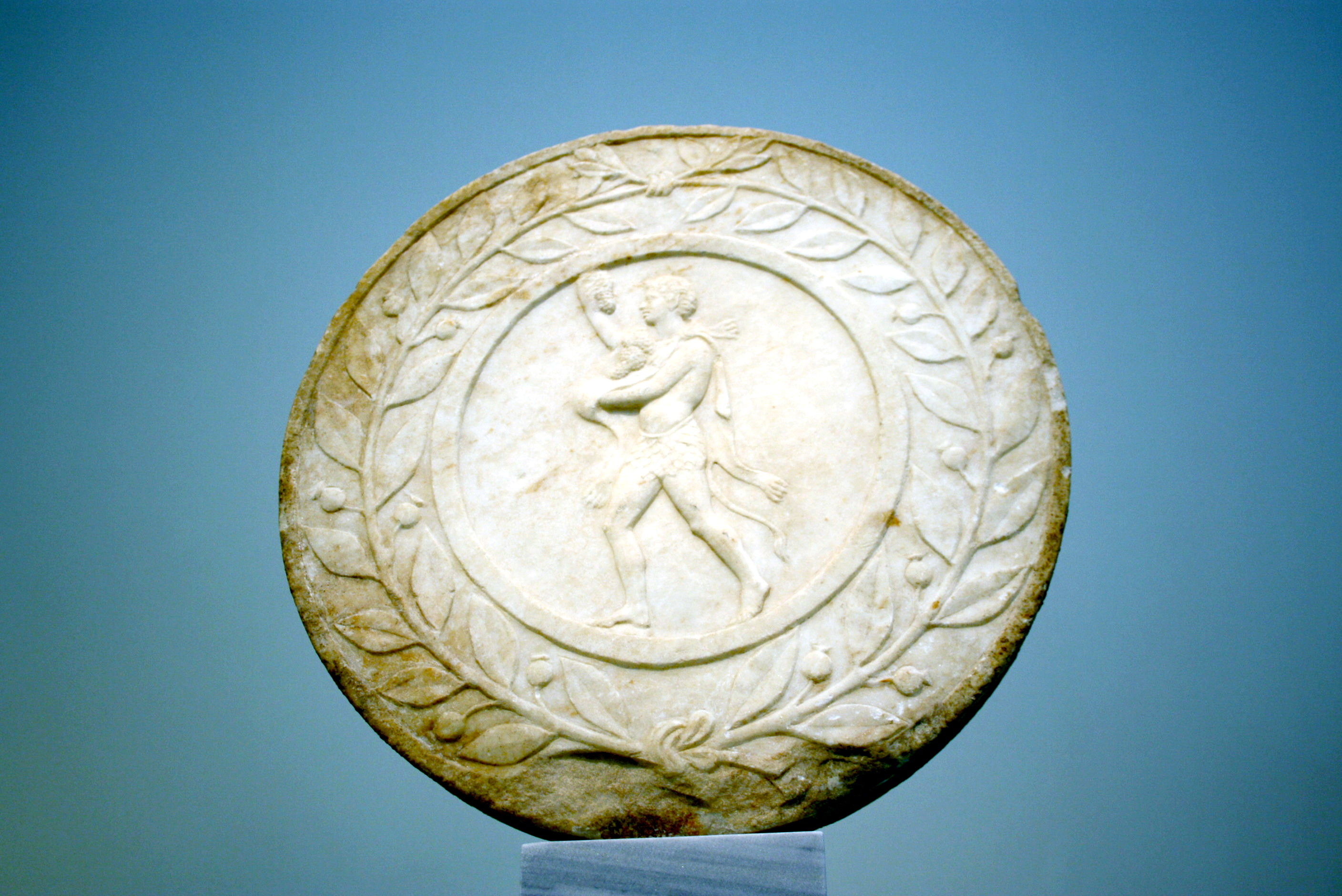
Oscillum d'epoca augustea, oggi al museo archeologico di Atene.

L'oscillum (diminutivo del termine latino osculum, a sua volta derivato da os, per «volto») era un tipo di piccola scultura, rappresentante una testa, che in epoca romana veniva appesa come dono votivo alle fronde degli alberi in occasione di alcune feste, come le sementivae feriae, o feste della semina, o nelle paganalia, feste dei pagi, o villaggi di campagna, in particolare in onore del dio Bacco.
Durante i Compitalia, feste in onore dei Lari, venivano appese figurine in legno che rappresentavano gli schiavi e i bambini della famiglia.
In seguito divennero decorazioni utilizzate negli interni delle case o nei giardini e si trovano anche in forma di piccoli dischi a rilievo, o anche di piccole placche rettangolari, scolpiti su entrambi i lati. Sono in genere in pietra o in terracotta, ma se ne conoscono anche in pasta vitrea.
Sono talvolta rappresentati, insieme ad altre sculture decorative, negli affreschi che raffigurano giardini. Vi venivano raffigurate scene o figure mitologiche o di genere.
Poiché oscillavano al vento, dal nome dell'oggetto è derivato il verbo latino oscillare, dal quale deriva il corrispondente italiano.

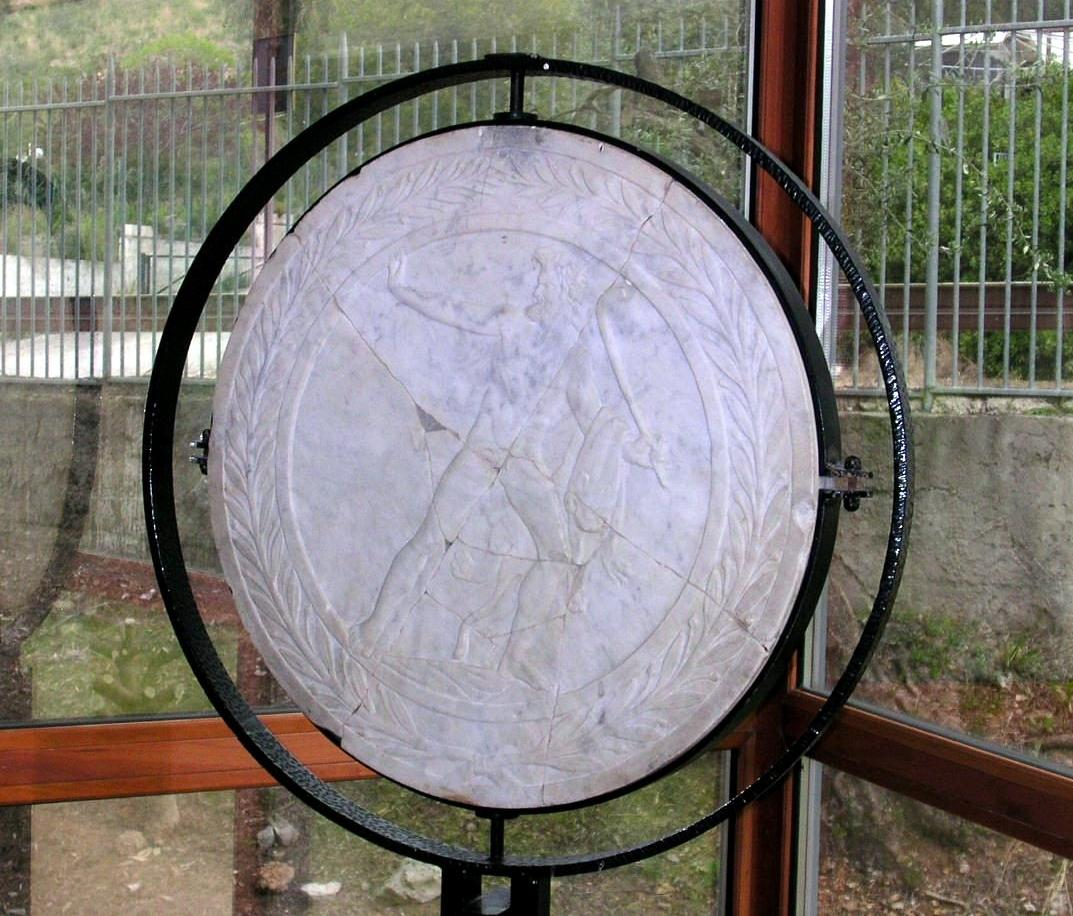
Oscillum proveniente dalla villa di Tiberio a Sperlonga, raffigurante un satiro

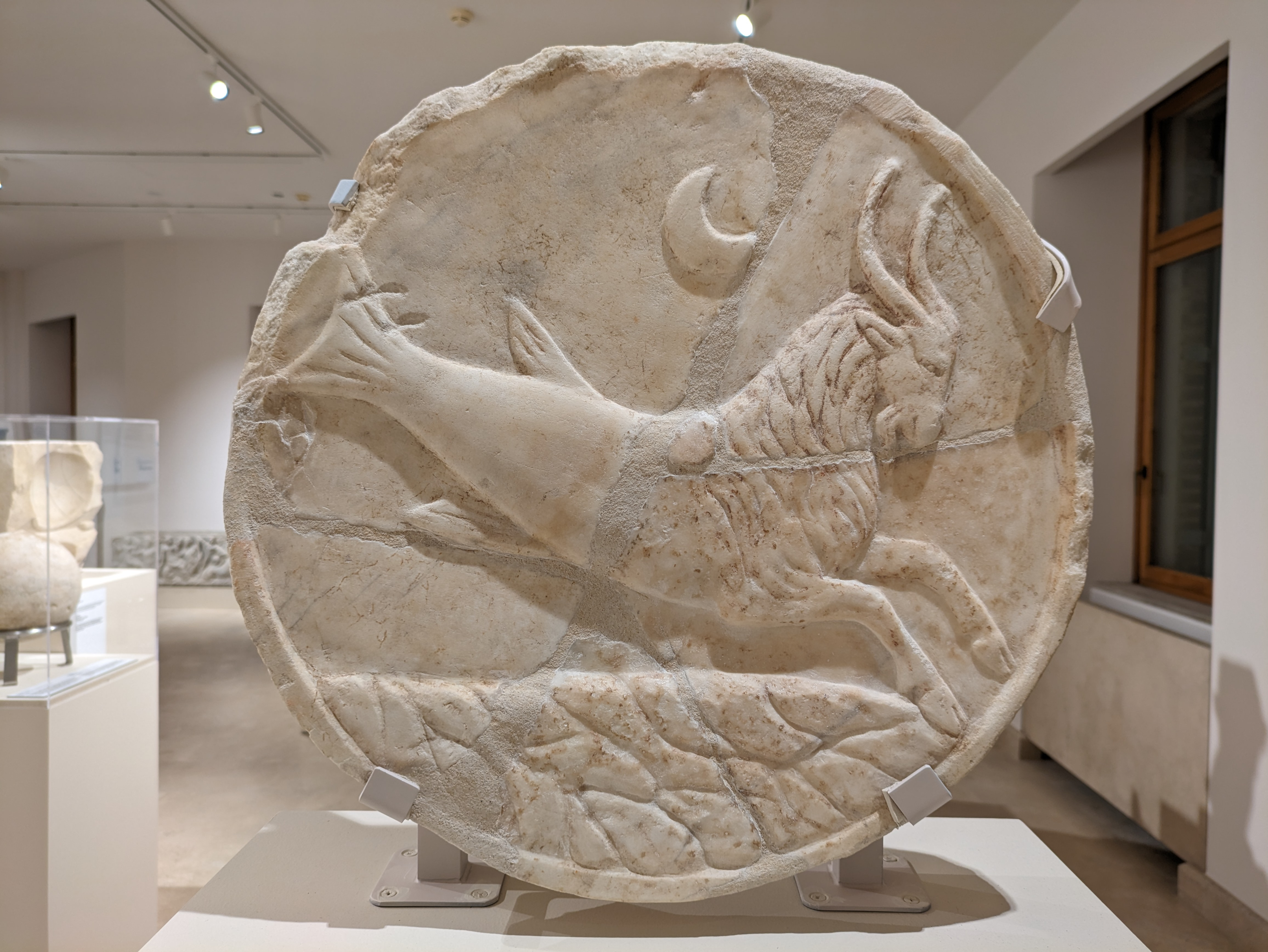
Oscillum con capricorno e falce di luna (Museo archeologico nazionale delle Marche)